# Харьковское реальное училище
Первое харьковское реальное училище – среднее учебное заведение в Харькове с семилетним курсом обучения.

## История
Училище открылось в 1873 году в доме наследников известного харьковского купца Костюрина на Конной улице (ныне — улица Богдана Хмельницкого).
В мае 1875 года для реального училища по заказу губернского земства, которое выделило на строительство 80 тысяч рублей, началось строительство специального здания, автором проекта которого был земский архитектор К. А. Толкунов. Городские власти предоставили бесплатно землю на Вознесенской площади Московской улицы (ныне — Проспект Героев Харькова, 45); они также выделили 30 тысяч рублей. В августе 1877 года состоялось освящение трёхэтажного здания училища.
В учебном плане училища были следующие дисциплины: рисование, чертежи, общая и прикладная механика, общая и аналитическая химия, геодезия, математика и физика (усиленный курс), естествознание и общеобразовательные языки; узучались французский и немецкий языки. Имелись два гимнастических зала. В 1879 году при седьмом классе училища открыто химико-техническое отделение.
Выпускники 6-го класса имели возможность учиться в среднем техническом училище, а выпускники 7-го класса могли продолжать образование в высшей технической школе (в Харькове такой вуз — Харьковский практический технологический институт — был открыт только в 1885 году). К 1903 году полный курс училища окончили 1200 учащихся.
Училище окончили: Александр Иванович Фенин, Сергей Прокопьевич Дремцов, Дмитрий Иванович Герценвиц, Евгений Андреевич Агафонов, Борис Кузьмич Руднев, Алексей Петрович Почтенный.
В начале XX века в Харькове открылись ещё два реальных училища. Второе училище арендовало помещение в дворовом крыле здания Коммерческого училища на Пушкинской улице (№ 81); другое здание (на Пушкинской, 69) – не сохранилось. В Харьковской губернии к 1915 году было 7 реальных училищ, 2 коммерческих.
В настоящее время в здании реального училища находится Учебно-научный институт мехатроники и систем менеджмента и Научная библиотека Харьковского национального технического университета сельского хозяйства имени Петра Василенко.